# Sénat (Gabon)
Pour les autres articles nationaux ou selon les autres juridictions, voir Sénat.
Législature de transition
Palais Omar Bongo Ondimba
Le Sénat est la chambre haute du Parlement du Gabon. Issu de la révision de 1997 de la constitution de mars 1991, il assure la représentation des collectivités locales, ses membres étant élus au scrutin indirect par les élus locaux.

## Historique
Les premières élections sénatoriales date du 9 février 1997.

## Composition
Le Sénat est composé de 67 sénateurs renouvelés intégralement tous les six ans, dont 52 élus au suffrage indirect uninominal majoritaire à deux tours par les membres des conseils municipaux et des assemblées départementales, auxquels s'ajoute 15 sénateurs nommés par le président de la République,.
Les 52 sièges sont répartis dans les neuf provinces du Gabon à raison de 8 sièges pour l'Estuaire, 11 au Haut-Ogooué, 2 au Moyen-Ogooué, 9 à la Ngounié, 6 à la Nyanga, 4 au Ogooué-Ivindo, 4 au Ogooué-Lolo, 3 au Ogooué-Maritime et 5 au Woleu-Ntem,.

### Historique
Jusqu'en 2018, le sénat compte 102 membres, intégralement élus, issus de 9 circonscriptions plurinominales de 4 à 18 sièges correspondant aux provinces du pays. En février 2018, une réforme électorale réduit le nombre de sénateurs à 52 et le retour au scrutin à deux tours, décidé à la suite du Dialogue national d'Angondjé. L'ajout d'une part de sénateur nommés par le président intervient lors d'une autre révision constitutionnelle fin décembre 2020,.

### Conditions
Incompatibilité :
- membre du Gouvernement, de la Cour constitutionnelle, du Conseil national de la communication ;
- magistrat ;
- haut fonctionnaire ;
- trésorier général et autres comptables publics ;
- salarié du conseil d'administration d'une entreprise publique ou parapublique ;
- titulaires d'un emploi rémunéré par un État étranger ou une organisation internationale ;
- officier et sous-officier des forces de sécurité et de défense.

Éligibilité :
- être âgé de 40 ans au moins ;
- être citoyen gabonais.

## Présidence
- Présidente : Paulette Missambo
- Secrétaire général : -

### Historique des présidents
| Nom                            | Début             | Fin             |
| ------------------------------ | ----------------- | --------------- |
| Georges Rawiri                 | 1991              | 2006            |
| René Radembino Coniquet        | 2006              | 2009            |
| Rose Rogombé                   | 17 février 2009   | 27 février 2015 |
| Lucie Milebou-Aubusson         | 27 février 2015   | 30 août 2023    |
| Paulette Missambo (transition) | 11 septembre 2023 | en fonction     |

## Élections sénatoriales
| Parti                                                  | Sièges | Sièges | Sièges | Sièges | Sièges |
| Parti                                                  | 1997   | 2003   | 2009   | 2014   | 2021   |
| ------------------------------------------------------ | ------ | ------ | ------ | ------ | ------ |
| Parti démocratique gabonais                            | 52     | 67     | 75     | 81     | 46     |
| Les démocrates                                         |        |        |        |        | 3      |
| Sociaux-Démocrates du Gabon                            |        |        |        |        | 2      |
| Rassemblement pour le Gabon                            | 19     | 8      | 6      | 0      |        |
| Parti gabonais du progrès                              | 4      | 1      | 0      | 0      |        |
| Alliance Démocratique et Républicaine                  | 3      | 3      | 1      | 1      |        |
| Parti social-démocrate                                 | 0      | 1      | 2      | 2      | 1      |
| Parti de l'Unité du Peuple                             | 1      | 0      | –      | –      |        |
| Union du peuple gabonais                               | 1      | 1      | 2      | 1      |        |
| Gabon Avenir                                           | –      | 1      | 0      | 0      |        |
| Mouvement Commun de Développement                      | 1      | –      | –      | –      |        |
| Cercle des libéraux réformateurs                       | 1      | 4      | 2      | 7      | 0      |
| Rassemblement pour la Démocratie et le Progrès         | 1      | 1      | –      | –      |        |
| Parti gabonais du centre indépendant                   | 0      | 1      | 2      | 1      |        |
| Union gabonaise pour la démocratie et le développement | –      | –      | 3      | –      |        |
| Indépendants                                           | 8      | 3      | 9      | 7      |        |
| Sénateurs nommés                                       |        |        |        |        | 15     |
| Total                                                  | 91     | 91     | 102    | 100    | 67     |
| Source: DSG (1997, 2002), IPU (2009), IPU (2014)       |        |        |        |        |        |